# Charles Okpaleke
Charles Okpaleke (Nigeria; 14 de marzo de 1983) es un empresario y productor de cine nigeriano. Living in Bondage: Breaking Free, su debut cinematográfico, ganó siete premios en los premios Africa Magic Viewers Choice Awards 2020, incluidas las categorías de Mejor Película (África Occidental) y Mejor Película en General. También ha adquirido los derechos de adaptación de lásicos nollywoodenses como Rattlesnake, Nneka the Pretty Serpent y Glamour Girls.

## Biografía
Okpaleke es hijo de Julian Chukwuemeka Okpaleke, inspector adjunto de la policía y Florence Ngozi Okpaleke, abogada. Asistió al Kings College Lagos y la Universidad de Nigeria, graduándose con una licenciatura en 2005. Obtuvo una maestría en economía y política de la salud en la Universidad de Birmingham en 2007.

## Carrera profesional
En 2015, adquirió los derechos de Living in Bondage de Kenneth Nnebue para una adaptación. En 2018, se publicó que el proyecto sería una secuela en lugar de una adaptación, titulada Living in Bondage: Breaking Free. El rodaje tuvo lugar en Lagos, Owerri y Durban. A medida que los efectos de la pandemia afectaban con más fuerza en Nollywood, Okpaleke introdujo los autocines en Abuya y Lagos, Nigeria. Esto fue posible en colaboración con Silverbird Group y Genesis Cinemas. También ha adquirido los derechos de realizar otros tres clásicos de Nollywood, Rattle Snake, Nneka the Pretty Serpent y Glamour Girls a través de su compañía Play Network Africa.

## Vida personal
En 2013, contrajo matrimoniocon Ogochukwu Adimorah.